# Les Liaisons douteuses
Pour plus de détails, voir Fiche technique et Distribution.
Les Liaisons douteuses (titre français) ou Lulu (titre original) est un film autrichien réalisé par Rolf Thiele sorti en 1962.
Il est basé sur deux pièces de Frank Wedekind, L'Esprit de la terre (de) et La Boîte de Pandore (de), dont Lulu est une héroïne principale. L'auteur fit une synthèse de ses œuvres pour un opéra du même nom.

## Synopsis
Lulu, 14 ans, est sortie de la rue par le Dr. Schön, un éditeur. Elle voulait lui voler une montre, il en fera une dame. Comme il croit ne rien pouvoir lui apprendre, il la marie avec le docteur Goll. Elle se met à danser au son de son violon et devient un modèle pour le peintre Schwarz. Après que Schön et Goll partent l'atelier du peintre, Lulu essaie de séduire le pauvre artiste. Lorsque Goll revient à l'improviste, il les trouve dans une position ambiguë, fait une crise cardiaque et meurt. Dans l'atelier apparaît pour la première fois la comtesse Geschwitz, qui aime Lulu et veut faire un tour du monde avec elle.
Peu après, Lulu épouse Schwarz. Elle s'ennuie dans son mariage avec un homme qui la néglige depuis. Elle le trompe avec le Dr. Schön qui s'imagine l'épouser et avoue l'adultère au peintre. Schwarz se tire une balle. Maintenant entretenue par Alva, le fils du Dr. Schön, elle devient une vedette des Variétés. Alors qu'elle danse, elle voit Alva avec son père dans le public et se croit raillée. Plutôt que de rester sage, elle entame la danse lascive de Salomé. Le Dr. Schön est bouché bée. Dans les jours qui suivent, le Dr. Schön épouse enfin Lulu.
Comme ce second mariage est aussi malheureux, Lulu multiplie les liaisons. Schigolch, son ancien proxénète, avec Rodrigo, un dompteur, amène bon nombre d'hommes à Lulu, qui voit revenir Alva. Elle se donne à lui. Le Dr. Schön revient un jour plus tôt de son voyage, voit son fils avec Lulu et sort un revolver. Lulu tue son mari en légitime défense. Elle va en prison.
Dix-huit mois plus tard, elle parvient à s'échapper de la prison grâce à l'aide de Schigolch, Rodrigo, Alva et Geschwitz. Tous les cinq fuient à Paris, où Rodrigo a ouvert un établissement de jeux de casino. Il aime la comtesse, mais ne désire que Lulu. Alva, Lulu et la comtesse perdent tout l'argent au jeu, Rodrigo veut livrer à la police Lulu qui fait l'objet d'une récompense. Lulu l'amène vers la comtesse. Elles parviennent à le maîtriser, mais il meurt. Lulu, Schigolch, Alva et Geschwitz partent à Londres et ont des vies misérables. Lulu se prostitue, mais Alva, très jaloux, fait fuir les clients. Lorsque la comtesse jure à un nouveau prétendant d'abandonner Lulu, cette dernière est retrouvée assassinée - ce nouveau prétendant était Jack l'Éventreur.

## Fiche technique
- Titre : Les Liaisons douteuses
- Titre original : Lulu
- Réalisation : Rolf Thiele
- Scénario : Rolf Thiele, Herbert Reinecker
- Musique : Carl de Groof
- Direction artistique : Fritz Mögle, Heinz Ockermüller
- Costumes : Gerdago
- Photographie : Michel Kelber
- Son : Herbert Janeczka
- Montage : Eleonore Kunze
- Production : Otto Dürer
- Sociétés de production : Vienna-Film
- Société de distribution : Europa-Filmverleih AG
- Pays d'origine :  Autriche
- Langue : allemand
- Format : Noir et blanc - 1,85:1 - Mono - 35 mm
- Genre : Drame
- Durée : 100 minutes
- Dates de sortie :
  -  Allemagne : 7 juin 1962.
  -  Autriche : 7 août 1962.
  -  Danemark : 21 septembre 1962.
  -  Finlande : 29 mars 1963.
  -  Espagne : 24 juin 1963.
  -  Mexique : 13 décembre 1963.
  -  France : 18 novembre 1964[1].

## Distribution
- Nadja Tiller: Lulu
- O. E. Hasse: Dr. Schön
- Klaus Höring: Alva Schön
- Hildegard Knef: La comtesse Geschwitz
- Mario Adorf: Rodrigo
- Rudolf Forster: Schigolch
- Leon Askin: Le docteur Goll
- Sieghardt Rupp: Schwarz
- Fritz von Friedl (de): Hugenberg
- Charles Regnier: Jack l'Éventreur

## Source de la traduction
- (de) Cet article est partiellement ou en totalité issu de l’article de Wikipédia en allemand intitulé « Lulu (1962) » (voir la liste des auteurs).